# Список делегатов VII съезда РКП(б)
| №   | Ф. (псевдоним), И. O.             | парт. стаж с | от организации или статус на съезде                       | право голоса            |
| --- | --------------------------------- | ------------ | --------------------------------------------------------- | ----------------------- |
| 1   | ?                                 |              |                                                           | с решающим голосом      |
| 2   | Абалихин М. И.                    | 1909         | Кулотинская районная                                      | с совещательным голосом |
| 3   | Аванесов В. А.                    | 1903         | фракция РСДРП(б) ВЦИК                                     | с решающим голосом      |
| 4   | Алёшин И. И.                      |              | Дмитровский районный комитет                              | с совещательным голосом |
| 5   | Ангаретис З. И.                   | 1906         | Литовская секция РСДРП(б)                                 | с совещательным голосом |
| 6   | Антипов Н. К.                     | 1912         | фракция РСДРП(б) ВСНХ                                     | с совещательным голосом |
| 7   | Артём (Сергеев Ф. А.)             | 1901         | ЦК РСДРП(б), Донецкий бассейн и Харьков                   | с совещательным голосом |
| 8   | Беленький З. М.                   |              | присутствующий                                            |                         |
| 9   | Бобинский С. Я.                   | 1905         | ЦИК групп СДПиЛ в России                                  | с совещательным голосом |
| 10  | Бобылёв Е. М.                     | 1.1918       | Белорецкая                                                | с решающим голосом      |
| 11  | Бокий Г. И.                       | 1900         | Петроградская городская                                   | с решающим голосом      |
| 12  | Бондаренко И. П.                  |              | Енакиевская районная                                      | с решающим голосом      |
| 13  | Боргов И. А.                      |              | Николаевская                                              | с решающим голосом      |
| 14  | Бубнов А. С.                      | 1903         | ЦК РСДРП(б)                                               | с совещательным голосом |
| 15  | Бухарин Н. И.                     | 1906         | ЦК РСДРП(б)                                               | с совещательным голосом |
| 16  | Вакман Р. И.                      | 1913         | Ревельская                                                | с решающим голосом      |
| 17  | Вейнберг Г. Д.                    | 1906         | фракция РСДРП(б) ЦК Всероссийского союза раб. металлистов | с совещательным голосом |
| 18  | Ветошкин М. К.                    | 1904         | Вологодская губернская                                    | с решающим голосом      |
| 19  | Владимирский М. Ф.                | 1895         | Московская городская                                      | с решающим голосом      |
| 20  | Володарский В. (Гольдштейн М. М.) | 1917         | Петроградский комитет                                     | с совещательным голосом |
| 21  | Гневич (Фаберкевич) В. С.         |              | присутствующий                                            |                         |
| 22  | Голощёкин Ф. И.                   | 1903         | Уральская областная                                       | с совещательным голосом |
| 23  | Горбунов Е.                       | 1917         | Лужский комитет                                           | с совещательным голосом |
| 24  | Грачёв А.                         |              | Ташкентская организация                                   | с совещательным голосом |
| 25  | Грибаков А.                       |              |                                                           | с решающим голосом      |
| 26  | Грушко Г. К.                      |              | Тихорецкая                                                | с решающим голосом      |
| 27  | Грюнбаум М. С.                    |              | Александровская районная                                  | с совещательным голосом |
| 28  | Гуревич Л.                        |              | Донецко-Криворожский бассейн                              | с совещательным голосом |
| 29  | Данилов Н. И.                     |              | Владимиро-Гусевская районная                              | с решающим голосом      |
| 30  | Долбилкина В. И.                  |              | Ковровская организация                                    | с совещательным голосом |
| 31  | Звегинцев П.                      |              |                                                           | с совещательным голосом |
| 32  | Зиновьев Г. Е.                    | 1901         | ЦК РСДРП(б)                                               | с совещательным голосом |
| 33  | Иоффе А. А.                       | 1902         | ЦК РСДРП(б)                                               | с совещательным голосом |
| 34  | Козлов А. И.                      |              | Беляевская, Кемская, Сорокская                            | с совещательным голосом |
| 35  | Колесников С. С.                  | 1903         | Тульская губернская                                       | с решающим голосом      |
| 36  | Коллонтай А. М.                   | 1915         | ЦК РСДРП(б)                                               | с совещательным голосом |
| 37  | Кондаков Д. Н.                    | 1912         | Кронштадтская                                             | с совещательным голосом |
| 38  | Копяткевич А. А.                  | 1905         | Центральный Петрозаводский комитет                        | с совещательным голосом |
| 39  | Кочубей Н. Н.                     |              | Юзовская районная                                         | с решающим голосом      |
| 40  | Крестинский Н. Н.                 | 1903         | ЦК РСДРП(б)                                               | с совещательным голосом |
| 41  | Крупская Н. К.                    | 1898         | персонально                                               | с совещательным голосом |
| 42  | Кубяк Н. А.                       |              | присутствующий                                            |                         |
| 43  | Кузьмичёв В. И.                   | 1916         | Воронежская губернская                                    | с решающим голосом      |
| 44  | Куйбышев В. В.                    | 1904         | Самарская губернская                                      | с решающим голосом      |
| 45  | Ларин Ю. (Лурье М. А.)            | 1917         | Костромская                                               | с решающим голосом      |
| 46  | Лашевич М. М.                     | 1901         | фракция РСДРП(б) Петроградского Совета                    | с решающим голосом      |
| 47  | Ленин (Ульянов) В. И.             | 1893         | ЦК РСДРП(б)                                               | с совещательным голосом |
| 48  | Ленский (Лещинский) Ю. М.         | 1905         | ЦИК групп СДПиЛ в России                                  | с совещательным голосом |
| 49  | Либерсон Н. Г.                    | 1917         | Пензенская губернская                                     | с совещательным голосом |
| 50  | Лилина З. И.                      |              | присутствующий                                            |                         |
| 51  | Ломов А. (Оппоков Г. И.)          | 1903         | Московская областная                                      | с совещательным голосом |
| 52  | Львов И.                          |              | присутствующий                                            |                         |
| 53  | Любович А. М.                     | 1917         | Кронштадтская                                             | с решающим голосом      |
| 54  | Масков-Яремчук Я. С.              | 1904         | Уральская областная                                       | с решающим голосом      |
| 55  | Матрозов И. И.                    | 1903         | фракция РСДРП(б) ВЦСПС                                    | с совещательным голосом |
| 56  | Мгеладзе И. В.                    | 1907         | Саратовская                                               | с решающим голосом      |
| 57  | Медников Н. И.                    | 1917         | Новоторжская                                              | с совещательным голосом |
| 58  | Меерович                          |              | присутствующий                                            |                         |
| 59  | Менжинская В. Р.                  | 1905         | присутствующий                                            |                         |
| 60  | Милютин В. П.                     | 1910         | ЦК РСДРП(б)                                               | с совещательным голосом |
| 61  | Минков И. И.                      | 1911         | Московская окружная                                       | с решающим голосом      |
| 62  | Моисеев С. С.                     | 1906         | Уральская областная                                       | с решающим голосом      |
| 63  | Наумов-Горелов И. К.              | 1913         | Петроградская городская                                   | с решающим голосом      |
| 64  | Невский В. И.                     | 1898         | Военная организация при ЦК РСДРП(б)                       | с совещательным голосом |
| 65  | Нейбут А. Я.                      | 1905         | Дальневоточное краевое бюро                               | с решающим голосом      |
| 66  | Никитин Н.                        |              | присутствующий                                            |                         |
| 67  | Николаева К. И.                   | 1909         | присутствующий                                            |                         |
| 68  | Никонов                           |              | присутствующий                                            |                         |
| 69  | Ногин В. П.                       | 1898         | ЦК РСДРП(б)                                               | с совещательным голосом |
| 70  | Оболтусов П.                      |              |                                                           | с решающим голосом      |
| 71  | Осинский Н. (Оболенский В. В.)    | 1907         | Московская областная                                      | с совещательным голосом |
| 72  | Островская Н. И.                  | 1901         | Севастопольская                                           | с совещательным голосом |
| 73  | Пахомов П. Л.                     | 1911         | Петроградская окружная                                    | с решающим голосом      |
| 74  | Пегельман Х. Г.                   | 1905         | Эстляндская губернская                                    | с решающим голосом      |
| 75  | Пельше Р. А.                      | 1898         | Московская городская                                      | с решающим голосом      |
| 76  | Перстова С. И.                    |              | гость                                                     |                         |
| 77  | Петров П. М.                      |              | присутствующий                                            |                         |
| 78  | Пинсон                            |              | присутствующий                                            |                         |
| 79  | Подвойский Н. И.                  |              | присутствующий                                            |                         |
| 80  | Равич С. Н.                       | 1903         | Петроградская городская                                   | с решающим голосом      |
| 81  | Радек К. Б.                       | 1917         | Петроградская городская                                   | с решающим голосом      |
| 82  | Рогов А. Г.                       | 1904         | Сибирский областной комитет                               | с решающим голосом      |
| 83  | Розанова О. И.                    | 1906         | Ярославская городская                                     | с совещательным голосом |
| 84  | Розин Ф. А.                       |              | присутствующий                                            |                         |
| 85  | Рязанов Д. Б.                     | 1917         | персонально                                               | с совещательным голосом |
| 86  | Савельев М. А.                    | 1903         | персонально                                               | с совещательным голосом |
| 87  | Сапронов Т. В.                    | 1912         | Московская окружная                                       | с решающим голосом      |
| 88  | Свердлов Я. М.                    | 1901         | ЦК РСДРП(б)                                               | с совещательным голосом |
| 89  | Селиверстов А. М.                 | 1917         | Хопёрская окружная                                        | с совещательным голосом |
| 90  | Сергушев М. С.                    | 1904         | Нижегородская губернская                                  | с решающим голосом      |
| 91  | Серебров А. А.                    | 1917         | Петроградская городская                                   | с решающим голосом      |
| 92  | Смилга И. Т.                      | 1907         | Финляндская областная                                     | с совещательным голосом |
| 93  | Смирнов В. М.                     | 1907         | Московское областное бюро                                 | с совещательным голосом |
| 94  | Сокольников Г. Я.                 | 1905         | ЦК РСДРП(б)                                               | с совещательным голосом |
| 95  | Соловьёв В. И.                    | 1913         | Московская окружная                                       | с решающим голосом      |
| 96  | Сольц А. А.                       | 1898         | Московская городская                                      | с решающим голосом      |
| 97  | Сталин И. В.                      | 1898         | ЦК РСДРП(б)                                               | с совещательным голосом |
| 98  | Стасова Е. Д.                     | 1898         | ЦК РСДРП(б)                                               | с совещательным голосом |
| 99  | Стеклов Ю. М.                     | 1893         | персонально                                               | с совещательным голосом |
| 100 | Стожок В. Ф.                      | 1906         | Горловско-Щербиновская                                    | с решающим голосом      |
| 101 | Стучка П. И.                      | 1903         | ЦК СДЛК                                                   | с совещательным голосом |
| 102 | Ткачёв Ф. М.                      | 1917         | Сызранская, Симбирская и Сенгилеевская                    | с решающим голосом      |
| 103 | Троцкий Л. Д.                     | 1917         | ЦК РСДРП(б)                                               | с совещательным голосом |
| 104 | Умнов                             |              | присутствующий                                            |                         |
| 105 | Урицкий М. С.                     | 1917         | ЦК РСДРП(б)                                               | с совещательным голосом |
| 106 | Усачёв А. З.                      | 1917         | Веневская уездная                                         | с совещательным голосом |
| 107 | Федоренко И. В.                   |              | Дружковская                                               | с решающим голосом      |
| 108 | Фёдоров И. И.                     | 1914         | Полюстровская подрайонная                                 | с совещательным голосом |
| 109 | Федоровский Н. М.                 | 1904         | Нижегородская губернская                                  | с решающим голосом      |
| 110 | Фенигштейн (Долецкий) Я. Г.       | 1904         | Петроградская городская                                   | с решающим голосом      |
| 111 | Филатов С. П.                     |              | Юрьевская заводская                                       | с совещательным голосом |
| 112 | Харитонов М. М.                   |              | присутствующий                                            |                         |
| 113 | Хигер С. Л.                       | 1912         | Астраханская                                              | с совещательным голосом |
| 114 | Цивцивадзе И. В.                  | 1903         | Московская городская                                      | с решающим голосом      |
| 115 | Цукерберг Х. И.                   | 1917         | Калужская губернская                                      | с совещательным голосом |
| 116 | Чирков Г. С.                      | 1910         | Вятская губернская                                        | с решающим голосом      |
| 117 | Шаблиевский Г. В.                 | 1917         | Таганрогский комитет                                      | с совещательным голосом |
| 118 | Шелавин К. И.                     | 1903         | Петроградская городская                                   | с решающим голосом      |
| 119 | Шляпников А. Г.                   | 1901         | фракция РСДРП(б) ЦК Всероссийского союза раб. металлистов | с совещательным голосом |
| 120 | Шмидт В. В.                       | 1905         | фракция РСДРП(б) ВЦСПС                                    | с совещательным голосом |
| 121 | Шотман А. В.                      | 1899         | Петроградская финская                                     | с решающим голосом      |
| 122 | Шумайлов В. А.                    | 1915         | Ижевская и Воткинская заводские                           | с решающим голосом      |
| 123 | Юхневич Р.                        |              | гость                                                     |                         |
| 124 | Яковлева В. Н.                    | 1904         | Московское областное бюро                                 | с совещательным голосом |

## Комментарии
1. ↑  Фамилия делегата в регистрационных списках написана неразборчиво[1].
2. ↑  Инициалы Збигнева Тадеушевича Фаберкевича не соответствуют приведённым в списке, а именно В. С., но сочетание редкой фамилии и редкого псевдонима однозначно указывает на З. Т. Фабрикевича[2], скончавшегося в январе 1919 года. Так как список составлен на основании расшифровки рукописных материалов, возможны ошибки в распознавании отдельных букв.